# Anne de Laval (Acquigny)
Pour les articles homonymes, voir Anne de Laval.
Anne de Laval, née le 29 juin 1525 au château de Comper, est, au XVIe siècle, baronne héritière d'Acquigny et de Crèvecœur et dame de Sainte-Marguerite.

## Famille
Elle est la fille de Guy XVI de Laval, comte de Laval et d'Anne de Montmorency, sa seconde femme. Anne de Montmorency mourut en couches d'une fille au château de Comper le 29 juin 1525. Il y a tout lieu de penser que la fille dont la naissance lui coûta ainsi la vie fut Anne, la sœur cadette de Marguerite.
Elle se marie le 16 février 1539 à Louis de Silly, seigneur de La Roche-Guyon. Elle porta en dot les baronnies d'Acquigny et de Crèvecœur. La baronnie d'Acquigny sortit par ce mariage de la maison de Laval, que les aînés avaient possédée pendant plus de trois siècles.
Une sentence de la vicomté du Pont-de-l'Arche du 22 mars de la même année met en possession Louis de Silly de cette baronnie et il en rendit aveu au roi le 22 janvier 1550. Dès 1543, le nouveau baron d'Acquigny et sa femme donnèrent aux habitants 16 perches de terrain pour agrandir le chœur de l'église paroissiale.
Louis de Silly mourut entre 1554 à 1559 et, le 14 janvier 1560, Anne de Laval, sa veuve, rendit aveu au roi de la baronnie d'Acquigny. Elle vivait encore en 1572, puisqu'elle obtint le 5 mai de cette année une dispense du ban et arrière-ban pour la même baronnie.

## Acquigny

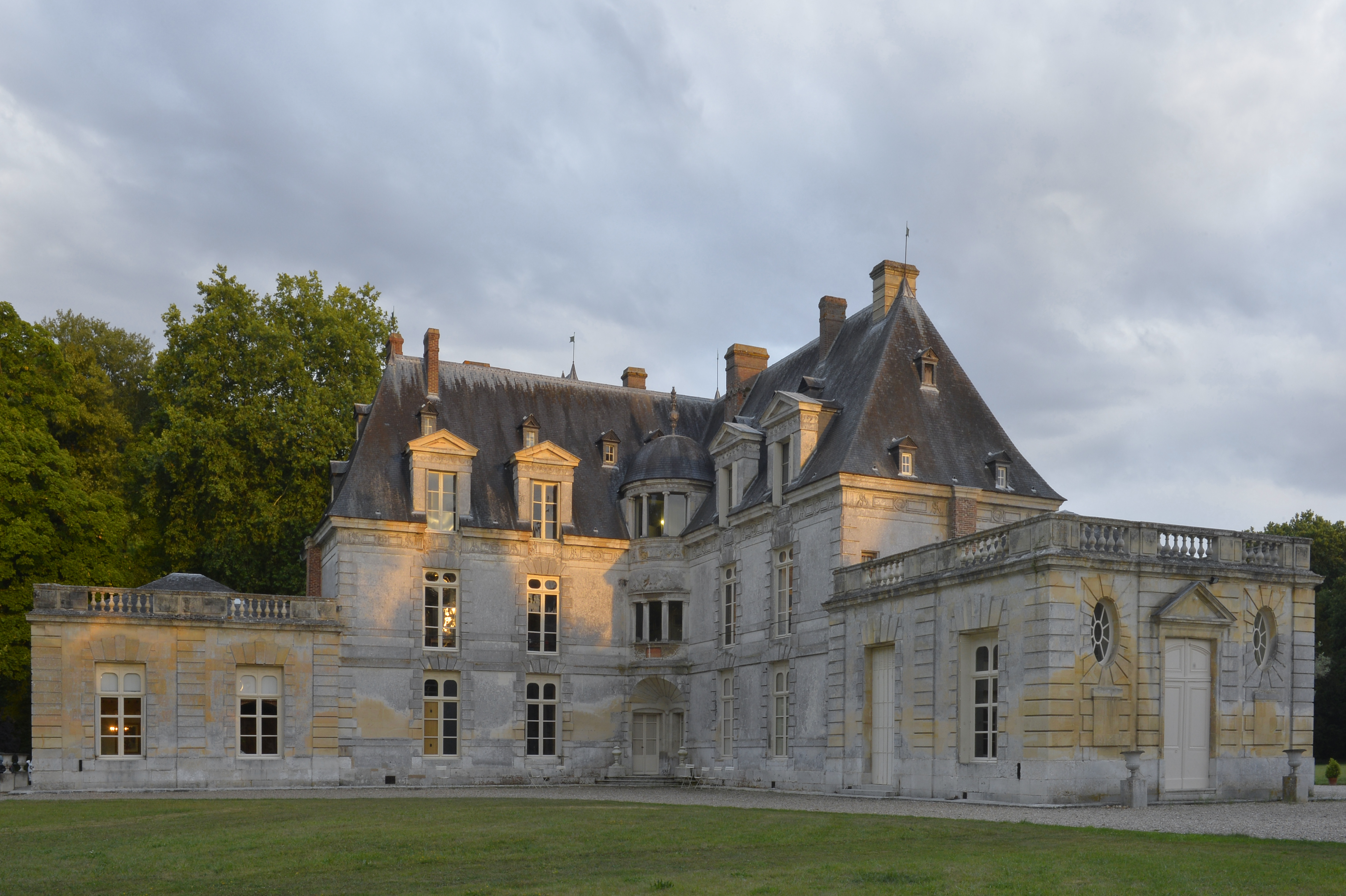
Le château d'Acquigny.

Le château d'Acquigny fut construit à partir de 1557 par Anne de Laval, veuve de Louis de Silly. Elle voulut que l'architecte Philibert Delorme s'inspire de son amour éternel pour son mari et construise sa demeure en utilisant leurs quatre initiales entrelacées. C'est l'origine d'un plan complexe et d'une construction originale d'une rare élégance, centrée sur une tourelle d'angle à loggias superposées reposant sur une trompe en forme de coquille Saint-Jacques. Cette façade d'honneur est revêtue de nombreux éléments décoratifs qui célèbrent cet amour exceptionnel et la gloire de sa famille.
L'aveu de 1584 déclare que le château est maintenant rebasty et de nouveau construit.

### Sources
- Annuaire administratif, statistique et historique du département de l'Eure. 1862. Présentation en ligne